# 2345 Фучик
2345 Фучик (2345 Fučik) — астероїд головного поясу, відкритий 25 липня 1974 року.
Тіссеранів параметр щодо Юпітера — 3,224.